# Марьевка (Изюмский район)
Ма́рьевка (укр. Мар'ївка), село, 
Ивановский Второй сельский совет,
Изюмский район,
Харьковская область.
Код КОАТУУ — 6320483603. Население по переписи 2001 г. составляет 31 (17/14 м/ж) человек.

## Географическое положение
Село Марьевка находится на левом берегу реки Берека.
На противоположном берегу находится село Украинка.
На западе, юге и востоке село окружают болота и заливные луга, в 1 км на север находятся остатки разрушенных оборонительных сооружения и стен.

## Экономика
- В селе есть молочно-товарная и овце-товарная фермы.
- Небольшой песчаный карьер.

## Достопримечательности
- Братская могила советских воинов